# خانه هانی
خانه هانی مربوط به دوره قاجار است و در زواره، محله پامنار زواره، کوچه پامنار واقع شده و این اثر در تاریخ ۲۴ اسفند ۱۳۸۳ با شمارهٔ ثبت ۱۱۵۸۸ به‌عنوان یکی از آثار ملی ایران به ثبت رسیده است.